# Neurotoma nemoralis
Neurotoma nemoralis är en stekelart som först beskrevs av Carl von Linné 1758.  Neurotoma nemoralis ingår i släktet Neurotoma, och familjen spinnarsteklar. Arten är reproducerande i Sverige.